# Rio Tallapoosa
O Rio Tallapoosa corre 426 km do sul dos Apalaches na Geórgia, sob os contrafortes dos Apalaches no Alabama. É formado pela confluência de riacho McClendon com o riacho Mud, no Condado de Paulding, Geórgia. O Lago Martin, em Dadeville, Alabama, é um grande e popular centro aquático formado pelo represamento do rio. O Talapoosa deságua no Rio Coosa em torno de 16 km ao nordeste de Montgomery, próximo a Wetumpka (no Condado de Elmore), para formar o Rio Alabama.
Existem quatro hidrelétricas ao longo do rio: Yates, Thurlow, Martin e Harris. Elas são importantes fontes de energia para a Alabama Power (uma unidade da Southern Company) e de recreação para a população

## Descrição
O rio Tallapoosa, especialmente seu curso inferior, era um importante centro populacional dos índios creeks antes do início do século XIX. O nome contemporâneo do rio tem origem nas palavras Creek "Talwa posa", cujo significado é "Cidade da Avó". Um dos mais antigos ramos dos Creeks é o Tallapoosa.
O Parque Militar Nacional Horseshoe Bend, um Parque Militar Nacional dos EUA, administrado pelo Serviço de Parques Nacionais, está localizado ao longo das margens do Tallapoosa, logo acima do Lago Martin. Ele preserva um local de batalha associado à Guerra Creek.
Abaixo da represa Thurlow, o rio proporciona um curto trajeto excelente para as corridas de caiaque de rafting.
Tallapoosa, na Geórgia, recebe seu nome do rio, que a atravessa.

## Represamento
A primeira hidrelétrica no Alabama foi construída no Tallapoosa em 1902, por Henry C. Jones, um engenheiro elétrico da Auburn University, no local da atual barragem de Yates. Ela foi destruída na enchente de 1919, porém refeita. A barragem pertencia à Montgomery Light & Water Power Company. Em 1928 foi substituída pela barragem de Yates.
A tabela abaixo descreve as quatro represas do Tallapoosa, do sul ao norte:
| Represa                                      | Descrição | Imagens                                   |
| -------------------------------------------- | --- | ----------------------------------------- |
| Lago Thurlow (barragem inferior de Tallasee) | O Lago Thurlow foi represado em 1930. A Barragem foi construída em Tallassee no local de uma fábrica têxtil do início do século XIX. Durante a Guerra Civil, foi convertido para operar como fábrica de uniformes e munições. A ponte Benjamin Fitzpatrick atravessa o rio imediatamente ao sul da represa Thurlow. | </img>                                    |
| Lago Yates (Represa de Tallasee Superior)    | o Lago Yates foi represado em 1º de julho de 1928 e recebeu o nome de Eugene A. Yates, o engenheiro-chefe da construção da barragem de energia do Alabama, que foi contratado em 1912. A cidade mais próxima é Tallassee, Alabama. A Central Eléttrica do Alabama mantém um local de acesso público aqui. | Yates Dam As Seen From Thurlow Dam, 1996. |
| Lago Martin                                  | O Lago Martin em 31 de dezembro de 1926 e recebeu o nome de Thomas Martin. Ele foi presidente da Alabama Power Company de 1920 a 1949 e diretor executivo de 1949 a 1963. O lago apreende 44.000 acres (160 km²) com 700 milhas (1000 km) de costa. A cidade mais próxima é Dadeville, Alabama. A hidrelétrica possui capacidade de geração de 154.200 quilowatts. É um lago recreativo com oportunidades de pesca para achigã, robalo, bluegill e outros peixes-lua, tipo de peixe, peixe-gato, robalo e robalo branco. A Alabama Power mantém onze locais de acesso público no lago.                   |                                           |
| Lago RL Harris ( Lago Wedowee )              | O Lago harris foi represado em 20 de abril de 1983 e nomeado em homenagem a Rother L. "Judge" Harris, diretor de energia do Alabama e vice-presidente de operações elétricas. O lago cobre 10.600 acres (43 km²) com 271 milhas (436 km) de costa. A cidade mais próxima é Lineville, Alabama. RL Harris é uma hidrelétrica com capacidade de geração de 135.000 quilowatts. É um lago recreativo com oportunidades de pesca para achigã, robalo, bluegill e outros peixes-lua, tipo de peixe, peixe-gato, robalo riscado e robalo branco. A Alabama Power mantém seis locais de acesso público no lago. | R. L. Harris Dam, 1996.                   |

## Principais afluentes
Dentro da bacia hidrográfica do Tallapoosa há importantes afluentes, descritos na tabela abaixo:
| Localização                                    | Tributários                                                                             |
| ---------------------------------------------- | --------------------------------------------------------------------------------------- |
| Nascentes da represa HL Harris                 | Little Tallapoosa River                                                                 |
| Represa HL Harris para Represa Martin          | Emuckfaw Creek, Sandy Creek, Wind Creek, Chikasanoxee Creek, Hillabee Creek             |
| Barragem de Martin para Barragem de Yates      | Riacho Saugahatchee                                                                     |
| Barragem de Yates para Barragem de Thurlow     | Sem grandes tributários                                                                 |
| Confluência da Represa Thurlow com o Rio Coosa | Tumcheehatchee Creek, Chubbehatchee Creek, Cubahatchee Creek, Calabee Creek, Line Creek |

## Associações
A Coosa-Alabama River Improvement Association, fundada em 1890 em Gadsden, Alabama, para promover a navegação no rio Coosa, é uma importante defensora dos benefícios econômicos, recreativos e ambientais dos sistemas dos rios Coosa e Tallapoosa.
A Alabama Rivers Alliance trabalha para unir os cidadãos do Alabama para proteger o direito das pessoas a águas limpas e saudáveis.
Alabama Water Watch é dedicado ao monitoramento cidadão voluntário da qualidade da água nos rios Alabama.
A Alabama Power Foundation é uma fundação sem fins lucrativos que provê à bacia subsídios para projetos ambientais e comunitários ao longo do rio Tallapoosa e no estado do Alabama
A Coosa River Basin Initiative é uma organização ambiental com a missão de informar e capacitar os cidadãos para que eles possam se envolver no processo de criação de uma Bacia do Rio Coosa limpa, saudável e economicamente viável.

## Principais cidades
Muitas cidades importantes se situam à margem do Tallapoosa. Entre elas:
- Heflin, Alabama - nascentes
- Buchanan, Geórgia - nascentes
- Tallapoosa, Geórgia - nascentes
- Wedowee, Alabama - perto do Lago Wedowee
- Lineville, Alabama - perto do Lago Wedowee
- Wadley, Alabama - às margens do rio Tallapoosa
- Alexander City, Alabama - lado norte do Lago Martin
- Dadeville, Alabama - lado sul do Lago Martin
- Tallassee, Alabama - local de Represa de Lower Tallassee
- Wetumpka, Alabama - perto da confluência com o rio Coosa onde se forma rio Alabama
- Montgomery, Alabama - o Tallapoosa é a principal fonte de água potável da cidade